# Eleições estaduais na Paraíba em 1998
As eleições estaduais na Paraíba em 1998 ocorreram em 4 de outubro como parte das eleições gerais em 26 estados e no Distrito Federal. Foram eleitos o governador José Maranhão, o vice-governador Roberto Paulino, o senador Ney Suassuna, 12 deputados federais e 36 estaduais. Como o candidato mais votado obteve um total superior à metade mais um dos votos válidos o pleito foi decidido em primeiro turno e conforme a Constituição a posse do governador e de seu vice-governador se daria em 1º de janeiro de 1999 para quatro anos de mandato já sob a égide da reeleição.
Advogado natural de Araruna e graduado na Universidade Federal da Paraíba, José Maranhão pertencia ao PTB sendo eleito deputado estadual em 1954, 1958, 1962. Secretário de Agricultura no governo José Fernandes de Lima, foi reeleito via MDB em 1966, entretanto teve o mandato cassado e os direitos políticos suspensos por dez anos pelo Ato Institucional Número Cinco em 1969. Filiado ao PMDB por conta da reforma partidária ocorrida no governo João Figueiredo, elegeu-se deputado federal em 1982, 1986 e 1990. Em sua passagem por Brasília votou a favor emenda Dante de Oliveira e em Tancredo Neves no Colégio Eleitoral, subscreveu a Constituição de 1988 e votou favor do impeachment de Fernando Collor em 1992. Eleito vice-governador do estado em 1994, foi efetivado governador após a morte de Antônio Mariz em setembro de 1995 sendo reeleito agora com 80,72% dos votos válidos garantido assim o quarto triunfo consecutivo do PMDB nas disputas pelo Palácio da Redenção.
Outro vitorioso nas urnas foi o advogado Roberto Paulino. Formado na Universidade Paraibana de Educação, nasceu em Guarabira onde fixou-se como empresário. Eleito prefeito da referida cidade via MDB em 1976, migrou para o PMDB sendo eleito deputado estadual em 1982 e 1986. De volta à prefeitura de Guarabira em 1988, elegeu-se deputado federal em 1994, mandato do qual se licenciou para assumir o cargo de secretário de Articulação Municipal do governo Antônio Mariz e em 1998 foi eleito vice-governador da Paraíba na chapa de José Maranhão, a quem sucedeu às vésperas do pleito de 2002 quando o titular renunciou para disputar um mandato de senador.
Radicado no Rio de Janeiro desde 1965, o empresário Ney Suassuna é formado em Pedagogia na Faculdade Castelo Branco e em Administração e Economia pela Universidade Federal do Rio de Janeiro. Nascido em Campina Grande, foi assessor técnico do Ministério do Planejamento durante grande parte do Regime Militar de 1964 nas gestões de Roberto Campos e João Paulo dos Reis Veloso. Proprietário do Colégio Anglo-Americano, possui negócios nos setores de construção civil e construção naval. Presidente da Associação Comercial da Barra da Tijuca e vice-presidente da Federação das Associações Comerciais do Rio de Janeiro, filiou-se ao PMDB e perdeu a eleição para senador em 1982, todavia foi eleito primeiro suplente do senador Antônio Mariz em 1990 sendo efetivado quatro anos depois quando o titular foi eleito governador da Paraíba e em 1998 Ney Suassuna foi reeleito senador.

## Resultado da eleição para governador
| Candidatos a governador do estado | Candidatos a vice-governador | Número | Coligação                                                         | Votação | Percentual |
| --------------------------------- | ---------------------------- | ------ | ----------------------------------------------------------------- | ------- | ---------- |
| José Maranhão PMDB                | Roberto Paulino PMDB         | 15     | Paraíba Unida (PMDB, PSDB, PPB, PL, PFL, PSC, PSL, PTB, PST, PDT) | 877.852 | 80,72%     |
| Gilvan Freire PSB                 | Hamurabi Duarte PT           | 40     | Frente de Oposição Popular (PSB, PT, PCdoB, PV)                   | 175.234 | 16,11%     |
| José Valadares PRP                | Fernando Vieira PRN          | 44     | Frente Progressista Renovadora (PRP, PRN, PSDC)                   | 14.090  | 1,29%      |
| Pastor César PMN                  | Wellington Cariri PMN        | 33     | Frente Democrática Social (PMN, PPS)                              | 11.095  | 1,02%      |
| Marcelino Rodrigues PSTU          | Antônio Radical PSTU         | 16     | PSTU (sem coligação)                                              | 9.244   | 0,85%      |

## Resultado da eleição para senador
| Candidatos a senador da República | Candidatos a suplente de senador            | Número | Coligação                                       | Votação | Percentual |
| --------------------------------- | ------------------------------------------- | ------ | ----------------------------------------------- | ------- | ---------- |
| Ney Suassuna PMDB                 | Robinson Viana MDB Maria de Fátima PMDB     | 15     | PMDB (sem coligação)                            | 455.359 | 41,64%     |
| Tarcísio Burity PPB               | Manuel Gaudêncio PPB Marconi Góes PPB       | 11     | PPB (sem coligação)                             | 394.294 | 36,05%     |
| Cozete Barbosa PT                 | Valtécio Brandão PCdoB Albenor Carvalho PSB | 13     | Frente de Oposição Popular (PSB, PT, PCdoB, PV) | 216.006 | 19,75%     |
| Márcio Porto PMN                  | Aroldo Alves PMN Alberto Figueiredo PMN     | 33     | Frente Democrática Social (PMN, PPS)            | 11.267  | 1,03%      |
| Jaime Carneiro PRN                | José Antônio da Silva PRN Cícero Freire PRN | 36     | Frente Progressista Renovadora (PRP, PRN, PSDC) | 9.489   | 0,87%      |
| Chico Asfora PSL                  | Laudeci Lima PSL Cabeto PSL                 | 17     | PSL (sem coligação)                             | 7.237   | 0,66%      |

## Deputados federais eleitos
São relacionados os candidatos eleitos com informações complementares da Câmara dos Deputados.

Representação eleita
  PMDB: 5
  PFL: 3
  PSDB: 1
  PTB: 1
  PPB: 1
  PT: 1

| Número | Deputados federais eleitos | Partido | Votação | Percentual | Cidade onde nasceu | Unidade federativa |
| 4510   | Wilson Braga               | PSDB    | 80.367  | 6,77%      | Conceição          | Paraíba            |
| 1414   | Damião Feliciano           | PTB     | 76.101  | 6,41%      | Campina Grande     | Paraíba            |
| 1515   | Inaldo Leitão              | PMDB    | 70.734  | 5,96%      | Sousa              | Paraíba            |
| 2511   | Efraim Morais              | PFL     | 69.272  | 5,84%      | Santa Luzia        | Paraíba            |
| 1510   | Ricardo Rique              | PMDB    | 69.053  | 5,82%      | Campina Grande     | Paraíba            |
| 1533   | Domiciano Cabral           | PMDB    | 55.585  | 4,68%      | João Pessoa        | Paraíba            |
| 1111   | Enivaldo Ribeiro           | PPB     | 51.385  | 4,33%      | Campina Grande     | Paraíba            |
| 1501   | Carlos Dunga               | PMDB    | 49.357  | 4,16%      | Pombal             | Paraíba            |
| 2502   | Marcondes Gadelha          | PFL     | 48.439  | 4,08%      | Sousa              | Paraíba            |
| 2522   | Adauto Pereira             | PFL     | 45.338  | 3,82%      | Pombal             | Paraíba            |
| 1551   | Armando Abílio             | PMDB    | 44.403  | 3,74%      | Itaporanga         | Paraíba            |
| 1366   | Avenzoar Arruda            | PT      | 16.649  | 1,40%      | Bonito de Santa Fé | Paraíba            |

## Deputados estaduais eleitos
Estavam em jogo 36 vagas na Assembleia Legislativa da Paraíba.

Representação eleita
  PMDB: 20
  PFL: 5
  PSDB: 5
  PT: 3
  PDT: 1
  PSL: 1
  PV: 1

Fonteː
| Número | Deputados estaduais eleitos | Partido | Votação | Percentual | Cidade onde nasceu   | Unidade federativa |
| 15155  | Olenka Maranhão             | PMDB    | 43.740  | 3,41%      | João Pessoa          | Paraíba            |
| 15111  | Zenóbio Toscano             | PMDB    | 29.354  | 2,29%      | Guarabira            | Paraíba            |
| 15221  | Chica Motta                 | PMDB    | 29.022  | 2,26%      | Catolé do Rocha      | Paraíba            |
| 15211  | Robson Dutra                | PMDB    | 28.878  | 2,25%      | Campina Grande       | Paraíba            |
| 15105  | Nominando Diniz             | PMDB    | 28.198  | 2,2%       | Princesa Isabel      | Paraíba            |
| 13666  | Ricardo Coutinho            | PT      | 25.388  | 1,98%      | João Pessoa          | Paraíba            |
| 15220  | Tião Gomes                  | PMDB    | 23.771  | 1,85%      | Pombal               | Paraíba            |
| 15113  | Djaci Brasileiro            | PMDB    | 23.574  | 1,84%      | Igaracy              | Paraíba            |
| 45000  | Quintans                    | PSDB    | 22.473  | 1,75%      | Sumé                 | Paraíba            |
| 15199  | Gervásio Maia               | PMDB    | 22.344  | 1,74%      | Catolé do Rocha      | Paraíba            |
| 45600  | Wilson Santiago             | PSDB    | 22.080  | 1,72%      | Uiraúna              | Paraíba            |
| 15101  | Ruy Carneiro                | PMDB    | 20.767  | 1,62%      | Rio de Janeiro       | Rio de Janeiro     |
| 15152  | Iraê Lucena                 | PMDB    | 20.630  | 1,61%      | Rio de Janeiro       | Rio de Janeiro     |
| 12345  | Vital do Rego Filho         | PDT     | 19.921  | 1,55%      | Campina Grande       | Paraíba            |
| 15115  | Ariano Fernandes            | PMDB    | 19.661  | 1,53%      | João Pessoa          | Paraíba            |
| 17100  | Lúcia Braga                 | PSL     | 19.565  | 1,52%      | João Pessoa          | Paraíba            |
| 25110  | José Lacerda Neto           | PFL     | 19.365  | 1,51%      | São José de Piranhas | Paraíba            |
| 15200  | Pedro Medeiros              | PMDB    | 19.339  | 1,51%      | São João do Cariri   | Paraíba            |
| 15133  | Lindolfo Pires              | PMDB    | 18.345  | 1,43%      | Sousa                | Paraíba            |
| 15123  | Rômulo Gouveia              | PMDB    | 17.809  | 1,39%      | Campina Grande       | Paraíba            |
| 25200  | João Paulo                  | PFL     | 17.214  | 1,34%      | Campina Grande       | Paraíba            |
| 15117  | Estefânia Maroja            | PMDB    | 16.473  | 1,28%      | João Pessoa          | Paraíba            |
| 25123  | Ademir Morais               | PFL     | 16.339  | 1,27%      | Santa Luzia          | Paraíba            |
| 45200  | Valdecir Amorim             | PSDB    | 16.164  | 1,26%      | Teixeira             | Paraíba            |
| 15125  | Arthur Cunha Lima           | PMDB    | 15.915  | 1,24%      | Campina Grande       | Paraíba            |
| 15222  | Walter Brito                | PMDB    | 15.739  | 1,23%      | Campina Grande       | Paraíba            |
| 15144  | Carlos Mangueira            | PMDB    | 14.797  | 1,15%      | Rio de Janeiro       | Rio de Janeiro     |
| 12369  | João da Penha               | PMDB    | 14.655  | 1,14%      | João Pessoa          | Paraíba            |
| 25111  | Aércio Pereira              | PFL     | 14.148  | 1,1%       | Pombal               | Paraíba            |
| 11110  | Vituriano de Abreu          | PMDB    | 14.136  | 1,1%       | Cajazeiras           | Paraíba            |
| 45300  | Socorro Marques             | PSDB    | 13.930  | 1,09%      | Malta                | Paraíba            |
| 13333  | Frei Anastácio              | PT      | 13.508  | 1,05%      | Esperança            | Paraíba            |
| 45115  | João Fernandes              | PSDB    | 12.362  | 0,96%      | Boqueirão            | Paraíba            |
| 25500  | Zarinha                     | PFL     | 12.234  | 0,95%      | Cajazeiras           | Paraíba            |
| 43123  | Sargento Dênis              | PV      | 12.036  | 0,94%      | Recife               | Pernambuco         |
| 13110  | Luiz Couto                  | PT      | 11.849  | 0,92%      | Soledade             | Paraíba            |

## Aspectos da campanha

### Curiosidades da eleição
A eleição de 1998 marcou a primeira participação do PRONA numa eleição na Paraíba. Sem integrar nenhuma coligação, lançou chapa própria com 4 candidatos (Martha Izabel disputou uma vaga na Câmara dos Deputados, enquanto que Mario Roberto Barros, Dan Manoel e Vandré concorreram a deputado estadual), obtendo desempenho pouco expressivo nas urnas.
O PST reestreou em eleições 5 anos depois da fusão do partido homônimo com o PTR que originou o PP. Apoiando a candidatura de José Maranhão, lançou 3 postulantes para a Assembleia Legislativa (Pastor Cícero, Arlindo do Táxi e Geraildes Leite), também sem votações de destaque.
Tendo participado apenas do pleito municipal de João Pessoa 2 anos antes, o PCO disputou também sua primeira eleição estadual em 1998. Lourdes Sarmento, que concorreu à prefeitura da capital paraibana em 1996 (ficou em último lugar), foi a única representante da legenda, recebendo 317 votos como candidata a deputada estadual.
Dois candidatos renunciaram à disputa para deputado federal ou tiveram as candidaturas barradas: Vilar (PMDB) e Odilon Ribeiro (PSDB). Heraldo Teixeira (PPB), Elsinho (do mesmo partido), Adalberto Guilherme (PMDB), Maria Paulino (também do PMDB), Ana Carla (PSL), Nilo Feitosa (PFL), Maurício Alves (também do PFL), Junot Barros (PMN), Vavá (PRP) e Vera Teberges (também do PRP) foram os candidatos a deputado estadual que desistiram de concorrer ou foram indeferidos.
8 partidos ficaram de fora da disputa eleitoral: PTN, PCB, PAN, PRTB, PGT, PSN, PSD e PTdoB.